# 146e régiment d'infanterie (France)
Pour les articles homonymes, voir 146e régiment.
Le 146e régiment d'infanterie (146e RI) est un régiment d'infanterie de l'Armée de terre française créé sous la Révolution sous le nom de 146e demi-brigade de première formation.

## Création et différentes dénominations
- 1795 : création de la 146e demi- brigade première formation
- 1796 : le no 146 n'est pas recréé. Le numéro reste vacant.
- 1813 : création du 146e régiment d'infanterie de ligne
- 1813 : Dissous, le numéro reste vacant
- 1887 : création du 146e régiment d'infanterie

## Colonels/Chef de brigade
- 1795 : Chef-de-Brigade Desbrouches de la Palliote.
- 1795 : Chef-de-Brigade Bourdois de Champfort Edme-Martin.
- 1796 : Le numéro  est vacant jusqu'en 1813.
- 1813 : Colonel Falcou Antoine-Jacques.
- 1813 : Le numéro  est vacant jusqu'en 1887.
- 1887 : Lieutenant-colonel Royet
- 1887 : Colonel Royet
- 1893 : Colonel Beaugier
- 1898 : Colonel Ménétrez
- 1898 : Colonel Chmitelin
- 1905 : colonel A. M. E. de Morin
- 1912 : colonel Pierre Jean-Charles Antoine Nourrisson
- 1916 : Lieutenant-Colonel Jeanpierre.
- 1917 : Lieutenant-Colonel Boucher de la Rupelle.
- … 1925 Colonel Poirel
- 1933 : Colonel François
- 1936 : Colonel Baudoin
- 1938 : Colonel Trinquand
- 1939 - 1940 : Lieutenant-Colonel E. Prat
- 1945 : Lieutenant-Colonel Barthelet
- 1946 : Lieutenant-Colonel Colin
- 1946 : Chef de bataillon Lucas
- 1948 : Chef de bataillon Glise De La Rivière
- 1949 - 1951 : Chef de bataillon Bonnaire
- 1956 : Commandant Chambreuil
- 1960 : Lieutenant-Colonel Morand
- 1961 : Colonel Lassus Saint Génies
- 1961 : Colonel Damez-Fontaine
- 1962 : Colonel Genestout
- 1963 : Commandant Jaouen
- 1963 : Commandant Delerm
- 1963 : Commandant Jaouen
- 1965 : Capitaine Richet
- 1968 : Capitaine Ivanoff
- 1969: Colonel Manzoni
- 1976 : Colonel Vidémont
- 1982 : Colonel Liebert
- 1986 : Colonel Langard
- 1989 : Lieutenant-Colonel Lemasson
- 1994 - 1995 : Lieutenant-Colonel Clément

## Historique des garnisons, combats et batailles

### 146edemi-brigadede première formation (1795-1796)

#### Guerres de la Révolution
La 146e demi-brigade de première formation est formée en le 23 septembre 1795 (1er vendémiaire de l'an IV) avec les :
- 2e bataillon du 79e régiment d'infanterie (ci-devant Boulonnais)
- 1er bataillon de volontaires de la Côte-d'Or
- 8e bataillon de volontaires de l'Isère

A sa formation, la 146e demi-brigade est placée dans la brigade Ransonnet de la division Petitguillaume.

### 146erégimentd'infanterie de ligne (février 1813- octobre 1813)
- 1813-1815 à la suite de la campagne de Russie, la Grande Armée a été presque entièrement détruite. Une levée est organisée (9 janvier, 11 janvier, 23 mars) et porte les classes de 1809 à 1815. Les plus jeunes de ces conscrits sont dénommés « Marie-Louise » car le décret d'appel portait la signature de l'impératrice régente.

Le 146e régiment d'infanterie de ligne est formé, le 1er février 1813, avec les :
- 3e cohorte du premier ban de la garde nationale formée dans les départements d'Eure-et-Loir et département du Loiret
- 76e cohorte du premier ban de la garde nationale formée dans le département de la Roer
- 77e cohorte du premier ban de la garde nationale formée dans le département de l'Ourthe
- 88e cohorte du premier ban de la garde nationale formée dans le département de la Frise

Engagé dans la campagne d'Allemagne, le régiment va combattre à Wurschen, Lowenberg, Goldberg, où il s'empare de la position de Wolfsberg et Hirschberg.
En raison des pertes subies, les effectifs restants du 146e sont incorporés entre septembre et novembre 1813 dans le 153e régiment d'infanterie de ligne.

Le régiment disparait jusqu'en 1887

### 146erégimentd'infanterie

#### 1887 à 1914
Le 146e RI, est formé le 1er octobre 1887 à 3 bataillons provenant des 51e régiment d'infanterie, 67e régiment d'infanterie, et 72e régiment d'infanterie.
Il détache des unités pour la campagne de Madagascar en 1895 et 1896. En 1900, son détachement principal est cantonné à la caserne Maréchal Ney (reconvertie depuis en centre de détention) de Toul, où il fait partie de la 77e brigade (cette brigade faisant partie de la 39e division d'infanterie, la "division d'acier").

#### Première Guerre mondiale

##### 1914
- Dès l'entrée en guerre, le 14 août, le 146e RI du 20e corps d'armée (IIe Armée) avance vers Château-Salins et le 19 août, la 39e division d'infanterie du général Dantant attaque Morhange puis Delme.
- Le 20 août, le colonel Bérot, chef de corps du 146e RI, est mortellement blessé.
- Le 18 septembre, après la première bataille de la Marne, le 146e RI part pour la Picardie et monte vers le nord (région de Lassigny et Roye) et obtient une première citation à l'ordre de l'armée.

##### 1915
- Le 9 mai : attaque de Neuville-Saint-Vaast.
- Le 11 mai, le lieutenant-colonel David est mortellement blessé.
- 25 septembre-6 octobre : seconde bataille de Champagne, le capitaine Philippe Borrell est porté disparu.

##### 1916
- Le 21 février, en renfort dans le secteur de Verdun, le 146e se bat sur la côte du poivre et repousse toutes les attaques (une citation à l'ordre de la division et une deuxième à l'ordre de l'armée). Du 9 au 14 avril, dans les tranchés du Mort-Homme, le second bataillon arrive avec 175 hommes et repartent avec 34 hommes.
- En juillet (Bataille de la Somme) : citation à l'ordre de l'armée.

##### 1917
- À partir du 16 avril : front de l'Aisne.

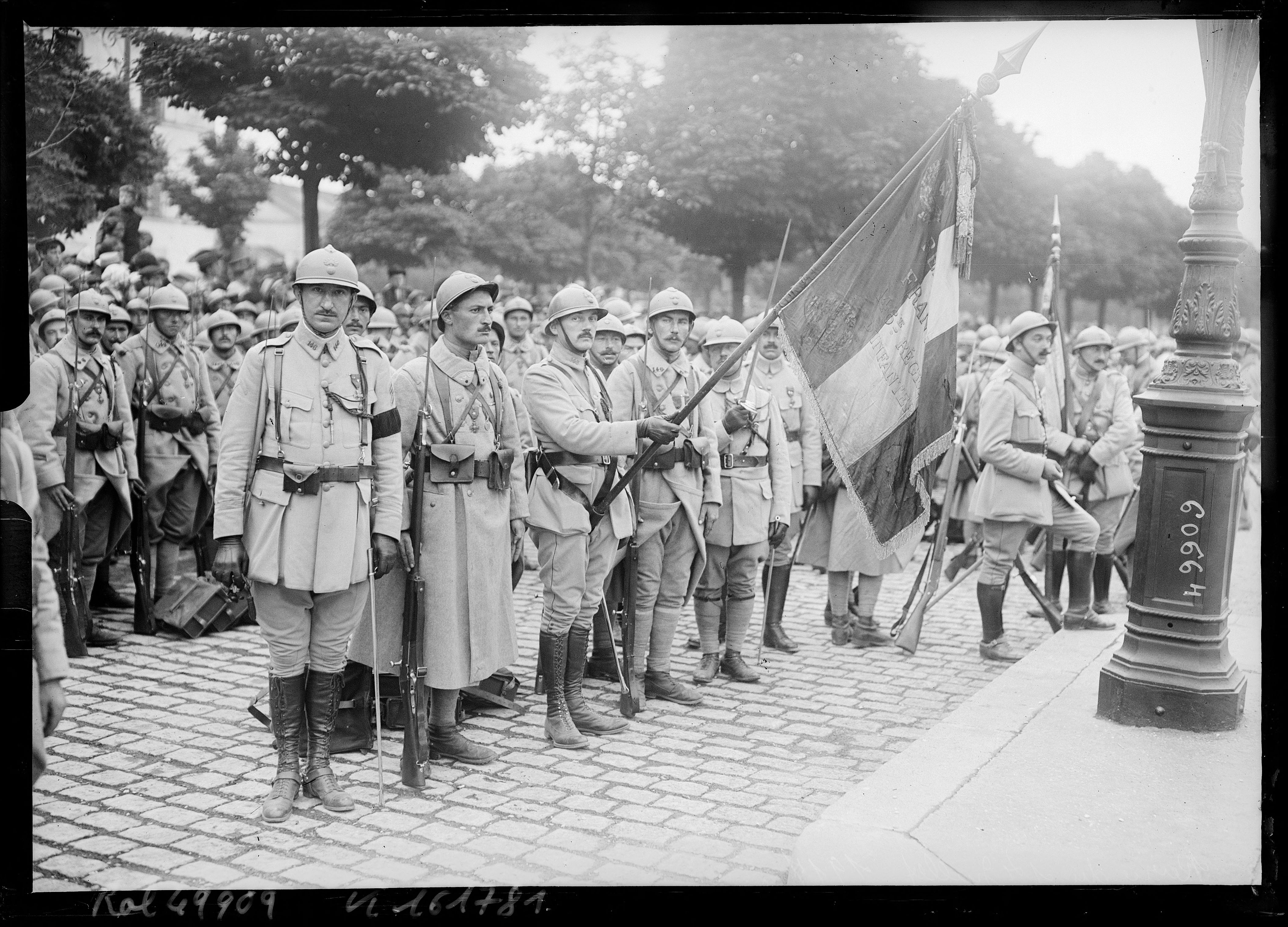
Soldats du à Paris pour le 14 7 1917.

- Le 4 mai, le 146e RI est cité pour la troisième fois à l'ordre de l'armée[réf. nécessaire].

##### 1918

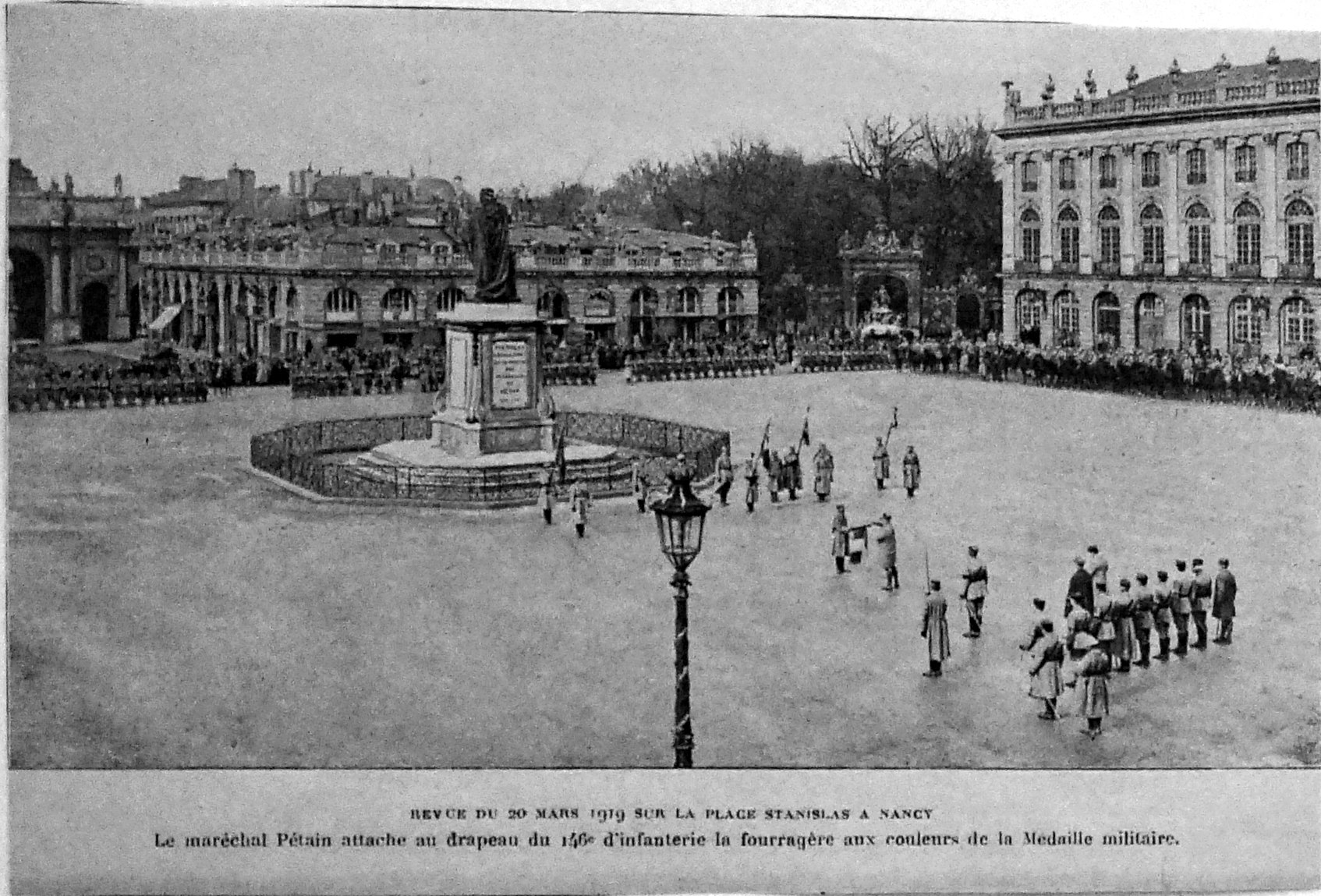
Le recevant la Croix de guerre des mains de Pétain sur la Place Stanislas.

- 27 mai 1918 : Seconde bataille de la Marne, bataille de l'Aisne
- Chemin des Dames (mai), puis dans l'Aisne (juin) et en Champagne (juillet). Le 15 juillet, le 146e RI obtient sa 4e citation à l'ordre de l'armée et la fourragère aux couleurs de la médaille militaire. Le 146e RI mène ensuite de violents combats jusqu'à l'armistice du 11 novembre 1918[2].

#### Entre-deux-guerres
- 1919 : le régiment est regroupé à Saint-Avold et Forbach (57), en Lorraine reconquise par la France.
- 1923 : maintien de l'ordre en Sarre après l'occupation de la Ruhr par la France.
- Fortification de la frontière avec l'Allemagne, élaboration de la future ligne Maginot.
- 1933-1935 : le 146e RI s'installe à Metz, caserne Barbot. Le régiment passe à une nouvelle structure type « région fortifiée ». Le 15 avril 1933, il forme avec le 168e RI, l'infanterie de région fortifiée de Metz (RFM): il comprend alors six bataillons. Ils occupent par roulement les secteurs fortifiés de Boulay et de Faulquemont.
- Le capitaine adjudant major Brébant est affecté au 2e bataillon du 146e régiment d'infanterie de forteresse le 13 janvier 1934 jusqu'au 25 octobre 1937, il prend les fonctions de major de fortification au camp de Zimming.
- Le 15 août 1935, le régiment prend l'appellation de 146e régiment d'infanterie de forteresse et reçoit le surnom de « régiment de Faulquemont ». Il est réduit à trois bataillons et est affecté exclusivement à la défense du secteur fortifié de Faulquemont.

- 1938 : le 146e RIF est réparti dans trois camps de sûreté de la ligne Maginot :
  - Teting (1er bataillon)
  - Zimming (2e bataillon)
  - Ban-Saint-Jean (3e bataillon).
  - L'État-major et les services arrières restent installés à Metz (quartier Barbot).
- Le 14 juillet 1939, le 146e RIF a l'honneur de défiler sur les Champs-Élysées à Paris.

#### Seconde Guerre mondiale
- En septembre 1939, trois bataillons des 146e RIF, 156e RIF, et 160e RIF, forment un régiment de marche sous les ordres du lieutenant-colonel Vogel ; ce régiment participe à l'offensive française en Sarre, aux côtés des divisions d'infanterie classiques. L'attaque dans les bois de la Warndt (combat de Ludweiller, le 9 septembre 1939 est finalement stoppée à la suite de la capitulation de l'allié polonais. Le régiment est dissous peu après. Le 146e RIF se prépare ensuite à l'hiver, en installant de nouvelles positions défensives dans le sous-secteur de Téting.
- De septembre 1939 à juin 1940, le chef de corps était le lieutenant-colonel Prat.
- Création de corps franc section du 146e RIF, 156e RIF, 44e RI, 9e BCA. Le régiment reçoit un renfort de deux compagnies constitué de volontaires espagnols, surtout utilisées comme pionniers.
- À partir du 12 mai 1940, bombardement des positions françaises. L'offensive allemande se dessine loin dans le nord, et dans les Ardennes. Les régiments de forteresse se trouvent seuls face à l'Allemagne. La ligne Maginot est finalement tournée par le nord. Une offensive allemande "perce" le front de la Sarre le 14 juin 1940 et débouche derrière la ligne Maginot.
- Le 20 juin 1940 à Domptail (Vosges), 32 hommes de la 3e compagnie du 21e bataillon d'instruction (capitaine Toutain) et de la compagnie de commandement sont faits prisonniers par les Allemands et, au mépris des règles des  Conventions de Genève relative à la protection des prisonniers de guerre, sont fusillés par le 2e bataillon du 305e régiment de la 198 ID. Le reste du 146e RIF doit déposer les armes au col du Haut Jacques (près de Saint-Dié-des-Vosges).
- L'ouvrage Maginot de Téting (A38), occupé par une compagnie d'équipage du 146e RIF, ne cessera le combat que le 2 juillet 1940 (après l'armistice) sur ordre du commandement français.
- 1945 : le 146e RI est reformé le 1er février 1945 à partir d'un important contingent d'Alsaciens et de Lorrains expulsés depuis 1940 dans le sud-ouest.
- Le 14 mars 1945, il est le premier régiment français à pénétrer en territoire allemand (secteur de Forbach, Stiring-Wendel).
- Le 26 mars 1945, le lieutenant-colonel Barthelet reçoit des mains du général de Gaulle à Paris, place de la Concorde, le drapeau du régiment reconstitué.

#### Depuis la Seconde Guerre mondiale
- Il part pour Bizerte (Tunisie) pour réprimer des troubles d'avril 1947 jusqu'en novembre 1947.
- En 1951, le 146e est dissous et devient le 3e bataillon du 151e RI. Certains de ses cadres participeront à la campagne d'Indochine au sein du 151e RI.
- Le 22 mai 1955, le 146e RI est créé à Nancy. Il part en Algérie le 17 juin 1956 jusqu'au 31 mai 1963.
- Le 31 mai 1963, l'EM et la CCR sont dissous, seuls restent les 1er et 2e bataillons. Le drapeau du 146e sera confié à la CAR 6 de Metz, qui prendra l'appellation de 1re compagnie/146e RI et cela jusqu'en 1969. Le 146e sera recréé en avril 1969 à partir de réservistes lorrains.
- Ligne Maginot 1990 : cet exercice est destiné à commémorer les combats des anciens de mai-juin 1940. À Domptail (Vosges), le général Dubouchet passe en revue les 69e RCD et 146e RI, tous deux régiments de réserve, réunis là en mémoire des soldats fusillés le 20 juin 1940.
- 1999 : le régiment est dissous une nouvelle fois, à la suite de la réforme du système de conscription.
- 2007 : sur l'initiative du capitaine Blas, officier archiviste de l'ancien régiment dissous, une salle-mémoire est inaugurée à Faulquemont. Elle regroupe des fanions, souvenirs et textes originaux conservés jusqu'alors par le 146e régiment d'infanterie.

## Drapeau
Il porte, cousues en lettres d'or dans ses plis, les inscriptions suivantes :
- Goldberg 1813
- Yser 1914
- Verdun 1916
- Somme 1916
- Flandres 1917-1918[4]
- Aisne 1918

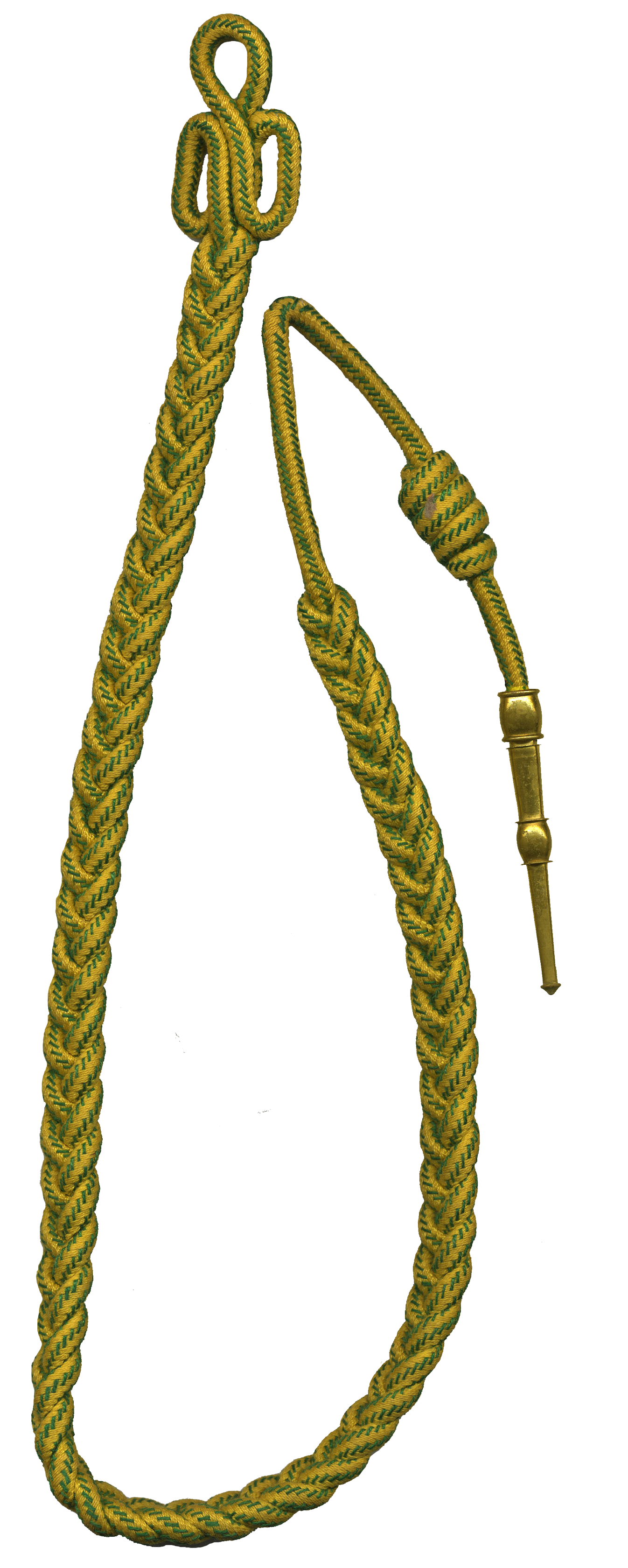
Fourragère aux couleurs du ruban de la Médaille militaire.
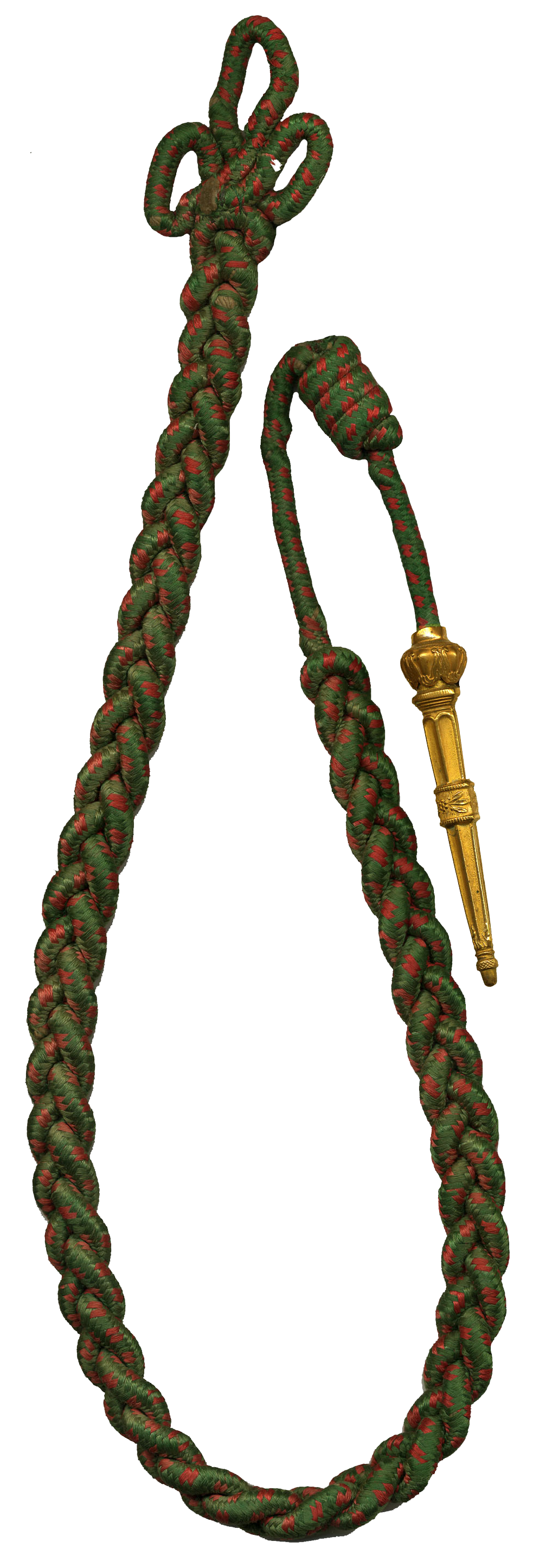
Fourragère aux couleurs du ruban de la Croix de guerre 1914-1918.
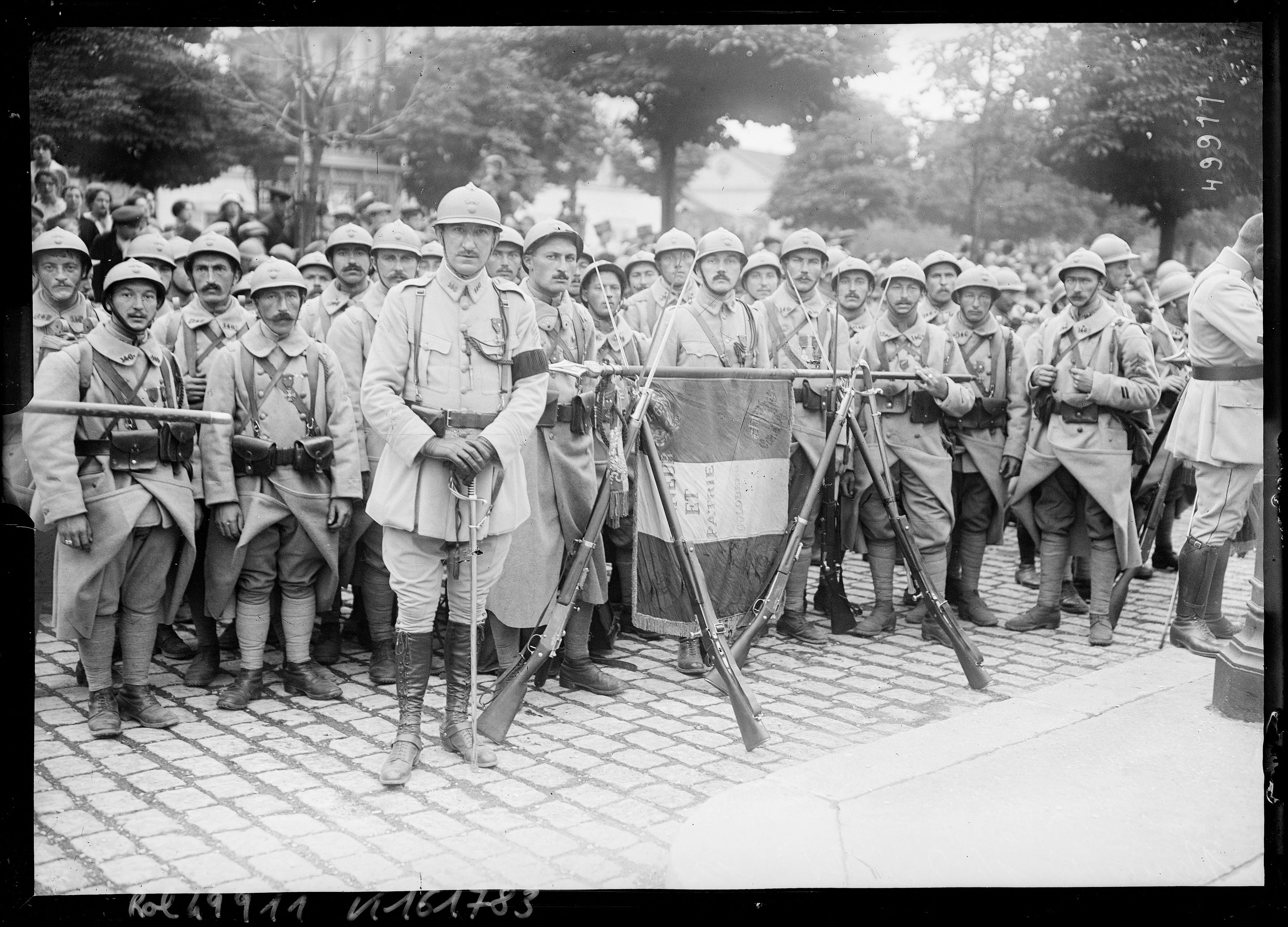
Le drapeau du 146e RI le 14 juillet 1917 à Paris.

## Décorations
- Croix de guerre 1914-1918 avec 4 palmes, 1 étoile de vermeil, 1 étoile d'argent
  - 1re citation à l'ordre de l'armée (ordre n.33 du 19 mars 1916).
  - 2e citation à l'ordre de l'armée (ordre n.462 du 4 mai 1917).
    - Il reçoit la fourragère aux couleurs du ruban de la Croix de guerre 1914-1918.

  - 3e citation à l'ordre de l'armée (en date du 1er mars 1918).
  - 4e citation à l'ordre de l'armée (ordre n.34 du détachement d'armée du nord du 21 juin 1918).
  - Citation du régiment à l'ordre du corps d'armée (ordre n.253 du 19 septembre 1916).
  - Citation du régiment à l'ordre de la division (ordre n.106 du 7 mars 1916).
    - Il reçoit la fourragère aux couleurs du ruban de la Médaille militaire.

## Personnalités ayant servi au146eRI
- Marc Bloch (1886-1944), capitaine, historien français, fondateur avec Lucien Febvre des Annales d'histoire économique et sociale en 1929.
- Philippe Borrell (1890-1915), philosophe, capitaine au régiment en 1915. Son nom est inscrit au Panthéon dans la liste des 560 écrivains morts pour la France.
- Augustin Cochin (1876-1916), capitaine, historien et sociologue français.
- Jean Flavigny (1880-1948), général d'armée, capitaine au régiment en 1917.
- Louis Malécot (1871-1943), aérostier.
- Henri Sanfourche (1775-1841), colonel d'Empire français.

## Refrain
"Levez-vous lorrains, debout messins, écoutez notre histoire,
du 146 joyeux lorrains écoutez le refrain,
levez-vous lorrains, debout messins, écoutez notre gloire,
du 146 joyeux lorrains écoutez le refrain !"

## Insigne
D'abord une couronne de laurier autour d'un écu aux armes de la ville de Metz sous lequel pend une croix de la Légion d'honneur ; remplacée en 1938 par un aigle près d'une tour (Faulquemont signifie le « mont des faucons »).

### Sources et bibliographie
- Historique du 146e régiment d'infanterie pendant la guerre 1914-1919, Nancy, Impr. Berger-Levrault, 1919, 94 p., lire en ligne sur Gallica.
- Archives historiques de l'ouvrage A34 du Kerfent de la Ligne Maginot : http://www.kerfent.com
- À partir du Recueil d'Historiques de l'Infanterie Française (Général Andolenko - Eurimprim 1969).
- Émile Simond : Historique des nouveaux régiments créés par la loi du 25 juillet 1887
- Émile Mugnot de Lyden : : Nos 144 Régiments de ligne
- Historiques des corps de troupe de l'armée française (1569-1900)